# Glinzendorf
Glinzendorf je obec v Rakousku ve spolkové zemi Dolní Rakousy v okrese Gänserndorf.

## Geografie

### Geografická poloha
Glinzendorf se nachází ve spolkové zemi Dolní Rakousy v regionu Weinviertel. Rozloha území obce činí 10,43 km², z nichž 0,8 % je zalesněných.

### Části obce
Území obce Glinzendorf se skládá pouze z jedné části.

### Sousední obce
- na severu: Großhofen, Markgrafneusiedl
- na východě: Obersiebenbrunn
- na jihu: Leopoldsdorf im Marchfelde
- na západě: Groß-Enzersdorf, Raasdorf

## Politika

### Obecní zastupitelstvo
Obecní zastupitelstvo se skládá ze 13 členů. Od komunálních voleb v roce 2015 zastávají následující strany tyto mandáty:
- 10 ÖVP
- 3 FPÖ

### Starosta
Nynějším starostou obce Glinzendorf je Andreas Iser ze strany ÖVP.